# آنتونیو گوویا

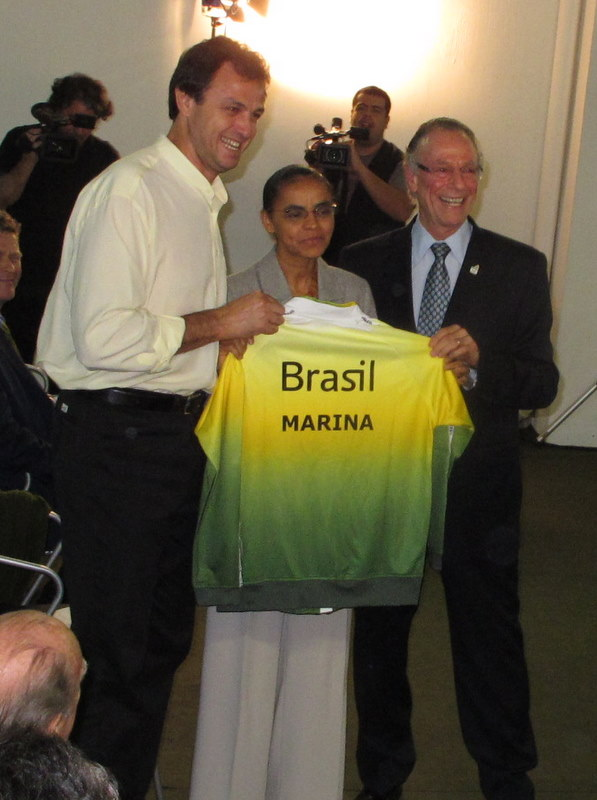
آنتونیو گوویا، اولین نفر از سمت چپ تصویر

آنتونیو گوویا (پرتغالی: Antônio Gouveia؛ زادهٔ ۲۰ آوریل ۱۹۶۵) بازیکن والیبال اهل برزیل بود.